# Scaphochlamys stenophylla
Scaphochlamys stenophyllus là một loài thực vật có hoa trong họ Gừng. Loài này được Ooi Im Hin và Wong Sin Yeng miêu tả khoa học đầu tiên năm 2014.
Năm 2016, Yen Yen Sam et al. tách 8 loài ở Borneo (gồm S. argentea, S. biru, S. calcicola, S. iporii, S. petiolata, S. reticosa, S. salahuddiniana, S. stenophylla) ra thành chi riêng, gọi là Borneocola - với B. reticosus là loài điển hình, nhưng Ooi et al. (2017) cho rằng việc tách ra này chưa đủ độ thuyết phục và vẫn duy trì 8 loài này trong chi Scaphochlamys.

## Mẫu định danh
Mẫu định danh: Ooi Im Hin & Jepom ak Tisai OIH74; thu thập ngày 21 tháng 11 năm 2013 ở cao độ 92 m, tọa độ 1°33′28,9″B 110°8′35,2″Đ / 1,55°B 110,13333°Đ, núi Buan, huyện Bau, tỉnh Kuching, bang Sarawak, Malaysia. Holotype lưu giữ tại Cục Lâm nghiệp bang Sarawak ở Kuching (SAR).

## Từ nguyên
Tính từ định danh stenophylla (giống đực: stenophyllus, giống trung: stenophyllum) là từ Tân Latinh, bắt nguồn từ tiếng Hy Lạp στενός (stenós) nghĩa là hẹp và φῠ́λλον (phúllon) nghĩa là lá; để nói tới phiến lá rất hẹp của loài này so với các loài Scaphochlamys khác đã biết.

## Phân bố
Loài này có trên đảo Borneo, tại các núi Buan và Moi, huyện Bau, tỉnh Kuching, bang Sarawak, Malaysia. Loài này là cây ưa ẩm vừa phải, sinh sống trong các rừng thạch nam (kerangas) nhiệt đới nhiều bóng râm trên đất đen podzol trên sa thạch, ở cao độ ~90–120 m.

## Mô tả
Địa thực vật thân thảo, sống lâu năm, có thân rễ, cao tới 25 cm, mọc thành cụm. Thân rễ bò ngang trên mặt đất, đường kính ~5 mm, vỏ màu nâu, ruột màu trắng ánh vàng. Các chồi lá cách nhau 1–3 mm, 1 lá; cuống lá dài 3–6 cm, có rãnh, màu xanh lục với các đốm xanh xám thưa thớt, hình gối ở đáy; bẹ không lá ~2, dài 1,5–3,5 cm, nhẵn nhụi, màu xanh lục ánh nâu, dạng giấy khô khi già; bẹ lá dài 3–5 cm, mép mỏng, rộng, nhẵn nhụi, khô khi già, kết thúc bằng lưỡi bẹ dạng màng khó thấy; phiến lá 6–18 × 1–2 cm, dạng da, hình từ thẳng tới hình mác rất hẹp, mép nguyên, đáy hình nêm, đỉnh nhọn thon; mặt gần trục màu xanh lục từ vừa tới sẫm, gân giữa lõm, các gân bên khó thấy, nhẵn nhụi; mặt xa trục màu xanh lục xám, gân giữa nổi, các gân bên chính hơi dễ thấy, nhẵn nhụi. Cụm hoa mọc từ gần đáy lá bên trong các bẹ lá, chen chúc chặt, dài 6–7 cm, gồm ~3 xim hoa bọ cạp xoắn ốc, mỗi xim 2 hoa mọc trên cuống cụm hoa, nở theo xoắn ốc từ đáy tới đỉnh; cuống cụm hoa dài 2-2,5 cm, nhẵn nhụi, ẩn tại đáy lá; lá bắc ~3, sắp xếp xoắn ốc, ~20 × 4 mm, hình mác, đỉnh nhọn thon, nhẵn nhụi, màu trắng ánh nâu, mỗi lá bắc đỡ ~2 hoa; lá bắc con ~2, dài 5–15 mm, ngắn hơn lá bắc nhưng hầu như không thể phân biệt với lá bắc; hoa dài 4-4,5 cm, hoa nở nối tiếp nhau và tồn tại trong một ngày, thời gian bắt đầu nở từ khoảng 6h35 và nở bung hoàn toàn vào 8h00 nhưng các thùy tràng bên vẫn tiếp tục uốn ngược về phía ống tràng cho tới 9h45, đôi khi thùy tràng lưng cũng uốn ngược, đầu nhụy tiết ra chất lỏng và bao phấn nứt ~7h30, đồng thời mùi hoa cũng được giải phóng, tương tự như mùi của Etlingera elatior trong bán kính 5 cm, nồng nhất vào lúc 8h30 và mất mùi sau giữa trưa; đài hoa dài 8–10 mm, màu trắng, đỉnh nhọn, nhẵn nhụi; ống hoa dài 2,5–3 cm, màu trắng, nhẵn nhụi; các thùy tràng hoa dài ~10 mm, hình mác, màu trắng, nhẵn nhụi, đỉnh nhọn, có nắp; nhị lép màu trắng, dài 7–8 mm, hình từ thẳng tới hơi mác ngược, đỉnh nhọn, mặt gần trục có lông tuyến; cánh môi 14–15 × 12–13 mm, hình thìa, màu tím với dải giữa màu vàng nhạt kéo dài tới khe chẻ ở phần xa, mặt gần trục có lông tuyến, đỉnh 2 thùy, khía răng cưa ~4 mm, các thùy đôi khi hơi xếp chồng; nhị hoa ~5,5 × 1,5 mm, màu trắng, có lông tuyến; chỉ nhị dài ~1 mm; mô vỏ bao phấn dài ~4 mm, không cựa; mào dài ~0,5 mm; đầu nhụy dài dưới 1 mm, hình chùy với 2 bướu ở lưng; lỗ nhỏ có lông rung, hướng về phía trước; vòi nhụy dài ~3 cm, màu trắng, nhẵn nhụi; bầu nhụy dài ~2 mm, 1 ngăn, màu trắng ánh vàng, rậm lông tơ; tuyến trên bầu 2, dài ~1 mm, rời, hình kim, màu trắng ánh vàng. Quả nang, ~11 × 4 mm, hình trứng thuôn dài, màu xanh lục, nhẵn nhụi, được các lá bắc khô quắt đỡ.
Loài này tương tự như S. petiolata ở các cụm hoa và hoa, nhưng dễ dàng phân biệt bởi sự kết hợp của phiến lá từ thẳng tới hình mũi mác rất hẹp và không có cựa bao phấn. Loài không cựa bao phấn khác là S. calcicola, nhưng loài kia khác ở chỗ có cuống lá dài, phiến lá hình elip rộng tới hình mác, lá bắc hoa xếp thành 2 dãy, hoa lớn, các thùy cánh môi màu trắng và là loài ưa sống trên đá, bắt buộc trên nền đá vôi.

## NhómPetiolata
Nhóm Petiolata được xác định bằng cụm hoa chen chúc chặt, sắp xếp xoắn ốc, các lá bắc dạng màng, các lá bắc con tương tự như lá bắc, với lá bắc con thứ nhất ngắn hơn lá bắc, 2 gờ lưng rất mờ nhạt, hoa nhỏ, dài ~4 cm với cánh môi chủ yếu có màu tím dài ~1 cm và quả có vỏ quả ngoài nhẵn. Nhóm này chỉ giới hạn ở phía tây Sarawak, gồm 10 loài là S. argentea, S. biru, S. durga, S. hasta, S. multifolia, S. nigra, S. petiolata, S. pseudoreticosa, S. reticosa, S. stenophylla.